# Eleonora Curlo Ruffini
Eleonora Ruffini, nata Curlo (Genova, 1781 – Taggia, 11 novembre 1856), è stata una patriota italiana.

## Biografia

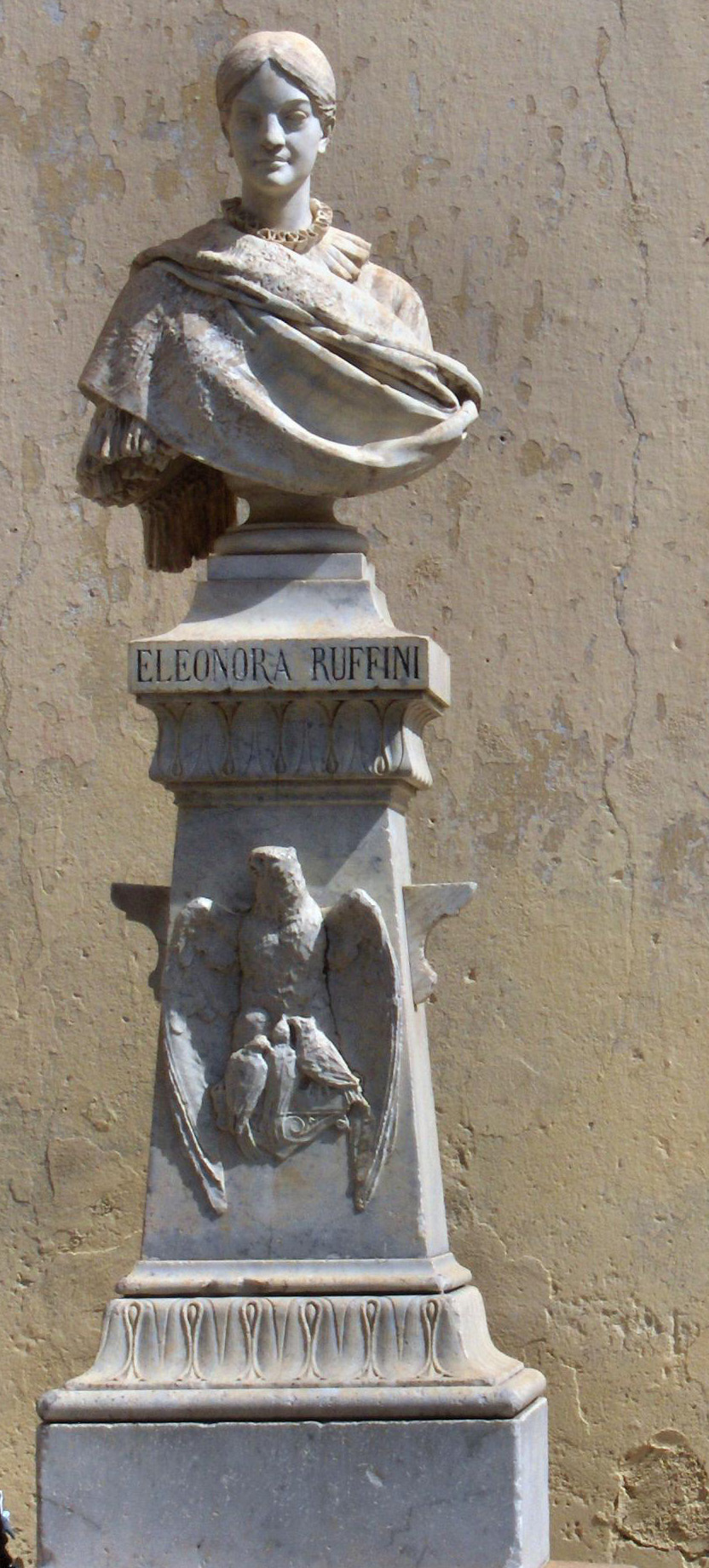
Eleonora Curlo Ruffini

Figlia del marchese Ottavio Curlo e di Agnese Spinola, rimase orfana di madre all'età di sette anni, e trascorse il decennio successivo in un convento. Sposata giovanissima con l'avvocato Bernardo Ruffini di Finale Ligure, si dedicò successivamente allo studio della storia, della geografia e della letteratura italiana e francese.
Ebbe tredici figli, cinque dei quali morirono durante l'infanzia. Patriota convinta, per tutta la vita fu punto di riferimento per la famiglia e in particolare per l'attività politica dei figli Jacopo e Giovanni, entrati nel 1830, con l'approvazione della madre, nella Carboneria con Mazzini (che Eleonora conobbe e sul quale ebbe influenza).
Dopo il presunto suicidio in carcere di Jacopo, nel 1833, e la morte del marito (1840), Eleonora si ritirò nella casa paterna di Taggia, dove morì nel 1856.
Un busto di Eleonora Ruffini è stato realizzato dallo scultore Luigi Belli nel 1882, e si trova tuttora in Piazza Cavour, a Taggia.
A Eleonora Ruffini è intitolato l'Istituto Alberghiero di Taggia, situato in frazione Arma in via Lungomare 141.